# Дробышевский, Эдуард Михайлович
Эдуард Михайлович Дробышевский (18 апреля 1936 — 2012) —  плазмо- и астрофизик. 
Кандидат физ.-мат. наук — 1965 г., доктор физ.-мат. наук — 1982 г. Вся научно-исследовательская карьера связана с Физико-техническим институтом им. А. Ф. Иоффе РАН: старший лаборант (1959), младший научный сотрудник (1960), старший научный сотрудник (1979), ведущий научный сотрудник (1986), заведующий лабораторией (1991—2004), главный научный сотрудник (1993-до конца жизни).
Автор теоретических и экспериментальных исследований в области физики плазмы, МГД, в различных областях астрофизики (магнитные и двойные звезды, эволюция Солнечной системы, происхождение астероидов и комет, астробиология, темная материя и т. п.), технологий электромагнитного ускорения тел (для тел массой ~1 г достигнуты наивысшие показатели в мире) и т. д.
Выдвинуто и разработано несколько новых научных парадигм: 
1. генерация магнитных полей небесных тел МГД процессами без самовозбуждения — процессы «полудинамо»,
2. космогония Солнечной системы, рассматривающая её как предельный случай тесной двойной звезды,
3. кометы и другие малые тела как продукты глобальных взрывов электролизованных ледяных оболочек далёких луноподобных тел,
4. происхождение жизни благодаря электрохимическим процессам в системе Галилеевых спутников Юпитера,
5. даемонная парадигма, рассматривающая в качестве объектов тёмной материи даемоны — предположительно элементарные Планковские черные дыры (m ≈ 2×{\displaystyle 10^{-5}} г, {\displaystyle r_{g}} ≈ 3×{\displaystyle 10^{-33}} см), несущие электрический заряд (Ze ≈ 10e). Многие предсказания, следующие из них, систематически подтверждаются. Предпринятый Э. М. Дробышевским экспериментальный поиск отрицательных даемонов даёт обнадеживающие (>99.9999 %) результаты.

Автор более 250 научных публикаций, включая 3 изобретения, из них более 120 работ опубликовано в рецензируемых журналах.
Член Hypervelocity Impact Society и European Astronomical Society.
Международный Астрономический Союз в 1992 г. присвоил имя «Drobyshevskij» малой планете № 4009 ((4009) Дробышевский).

## Публикации
- ADS NASA
- SPIRES
- Arxiv
- Biblus
- Дробышевский Э.М. Планетоидная гипотеза СР F-A-B звезд : Возможности и перспективы. - Л. : ФТИ, 1985. - 27 с. : граф. ; 20 см. - (Препринт / АН СССР, Физ.-техн. ин-т им. А.Ф. Иоффе ; 942). - Библиогр.: с. 23-27
- Дробышевский Э.М., Колесникова Э.Н., Юферов В.С. Топологическое полудинамо / Э.М. Дробышевский, Э.Н. Колесникова, В.С. Юферев. - Л. : ЛИЯФ, 1981. - 33 с. : граф. ; 21 см. - (АН СССР, Физико-технический институт им. А.Ф. Иоффе ; 724). - Библиогр.: с. 30-33